# Mangan(II)-nitrat
Mangan(II)-nitrat ist das Nitratsalz des Mangans mit der Summenformel Mn(NO3)2.

## Gewinnung und Darstellung
Mangan(II)-nitrat kann durch Lösung von Mangan(II)-carbonat in verdünnter Salpetersäure dargestellt werden:
{\displaystyle \mathrm {MnCO_{3}+2\ HNO_{3}\longrightarrow Mn(NO_{3})_{2}+H_{2}O+CO_{2}\uparrow } }
Ebenfalls möglich ist die Herstellung durch Reaktion von Mangan(IV)-oxid mit Stickstoffdioxid.

## Eigenschaften
Mangan(II)-nitrat ist ein blass rosafarbener, hygroskopischer Feststoff, welcher sehr gut in Wasser löslich ist. Er zersetzt sich ab einer Temperatur von 140 °C. Mangan liegt hier in der Oxidationsstufe +2 vor. Das Salz bildet je nach Herstellungsmethode und Temperatur ein Monohydrat, ein Tetrahydrat oder ein Hexahydrat. Es ist wie viele andere Nitrate ein Oxidationsmittel und wirkt brandfördernd.

## Verwendung
Mangan(II)-nitrat wird zur Herstellung von hochreinen Manganoxiden, Spinellen und Porzellanfarben verwendet. Zudem wird es im Getreideanbau als Blattdünger zur Förderung der Wurzelbildung eingesetzt.